# Copa Libertadores Femenina 2011
Copa Libertadores Femenina 2011 diễn ra tại Brasil từ 13 tháng 11 tới 27 tháng 11 năm 2011. São José là đội vô địch.

## Vòng bảng

### Bảng A
| Đội                  | Tr | T | H | B | BT | BB | HS  | Đ |
| -------------------- | -- | - | - | - | -- | -- | --- | - |
| Colo Colo            | 3  | 2 | 1 | 0 | 9  | 3  | +6  | 7 |
| Universidad Autónoma | 3  | 1 | 2 | 0 | 7  | 3  | +4  | 5 |
| CEPE-Caxias          | 3  | 1 | 1 | 1 | 5  | 2  | +3  | 4 |
| Sport Girls          | 3  | 0 | 0 | 3 | 1  | 14 | −13 | 0 |

| Universidad Autónoma         | 2–2     | Colo Colo                          |
| ---------------------------- | ------- | ---------------------------------- |
| N. Cuevas 46' · Quintana 78' | Báo cáo | Santibáñez 32' · Quezada 50' (pen) |

| CEPE-Caxias                                      | 4–0     | Sport Girls |
| ------------------------------------------------ | ------- | ----------- |
| Néia 5' · Camila 42' · Bárbara 59' · Daianny 83' | Báo cáo |             |

| CEPE-Caxias | 0–0     | Universidad Autónoma |
| ----------- | ------- | -------------------- |
|             | Báo cáo |                      |

| Sport Girls | 0–5     | Colo Colo                                                  |
| ----------- | ------- | ---------------------------------------------------------- |
|             | Báo cáo | Banini 32' · Quezada 55' · Araya 61', 80' · Santibáñez 72' |

| CEPE-Caxias | 1–2     | Colo Colo                     |
| ----------- | ------- | ----------------------------- |
| Bárbara 45' | Báo cáo | Quezada 30' · Araya 75' (pen) |

| Universidad Autónoma                              | 5–1     | Sport Girls |
| ------------------------------------------------- | ------- | ----------- |
| Riveros 22', 24' · Quintana 28' · Larrea 64', 87' | Báo cáo | Grandez 36' |

### Bảng B
| Đội      | Tr | T | H | B | BT | BB | HS  | Đ |
| -------- | -- | - | - | - | -- | -- | --- | - |
| Santos   | 3  | 3 | 0 | 0 | 15 | 2  | +13 | 9 |
| Caracas  | 3  | 2 | 0 | 1 | 13 | 4  | +9  | 6 |
| Gerimex  | 3  | 0 | 1 | 2 | 1  | 11 | −10 | 1 |
| Nacional | 3  | 0 | 1 | 2 | 1  | 13 | −12 | 1 |

| Nacional | 1–1     | Gerimex    |
| -------- | ------- | ---------- |
| Yun 53'  | Báo cáo | Loayza 49' |

| Santos                                     | 4–2     | Caracas       |
| ------------------------------------------ | ------- | ------------- |
| Chu 2', 28' · Glaucia 46' · Esterzinha 78' | Báo cáo | Viso 32', 74' |

| Nacional | 0–5     | Caracas                                       |
| -------- | ------- | --------------------------------------------- |
|          | Báo cáo | Viso 5', 28', 30' · Ascanio 53' · Basanta 70' |

| Santos                                      | 4–0     | Gerimex |
| ------------------------------------------- | ------- | ------- |
| Érika 28' · Karen 62' · Dani 70' · Gabi 85' | Báo cáo |         |

| Gerimex | 0–6     | Caracas                                                    |
| ------- | ------- | ---------------------------------------------------------- |
|         | Báo cáo | Viso 5', 77', 84' · Bandres 11' · Ascanio 21' · Flores 24' |

| Nacional | 0–7     | Santos                                                           |
| -------- | ------- | ---------------------------------------------------------------- |
|          | Báo cáo | Glaucia 3', 72' · Angélica 29' · Karen 36', 76' · Érika 39', 57' |

### Bảng C
| Đội            | Tr | T | H | B | BT | BB | HS | Đ |
| -------------- | -- | - | - | - | -- | -- | -- | - |
| São José       | 3  | 2 | 1 | 0 | 7  | 4  | +3 | 7 |
| Formas Íntimas | 3  | 1 | 1 | 1 | 9  | 9  | 0  | 4 |
| Boca Juniors   | 3  | 1 | 0 | 2 | 6  | 6  | 0  | 3 |
| LDU Quito      | 3  | 1 | 0 | 2 | 5  | 8  | −3 | 3 |

| São José              | 2–0     | LDU Quito |
| --------------------- | ------- | --------- |
| Daniele Milho 9', 47' | Báo cáo |           |

| Boca Juniors            | 2–3     | Formas Íntimas                                   |
| ----------------------- | ------- | ------------------------------------------------ |
| Santana 2' · Potassa 8' | Báo cáo | Andrade 33' (pen) · Rodallega 67' · Peñaloza 87' |

| Formas Íntimas           | 2–3     | LDU Quito              |
| ------------------------ | ------- | ---------------------- |
| Andrade 30' · Cuesta 52' | Báo cáo | Quinteros 4', 39', 45' |

| Boca Juniors | 0–1     | São José    |
| ------------ | ------- | ----------- |
|              | Báo cáo | Poliana 60' |

| Formas Íntimas                             | 4–4     | São José                                          |
| ------------------------------------------ | ------- | ------------------------------------------------- |
| Cuesta 64', 75' · Ospina 71' · Montoya 79' | Báo cáo | Daniele Milho 9', 39' · Poliana 33' · Rafaela 79' |

| Boca Juniors                              | 4–2     | LDU Quito               |
| ----------------------------------------- | ------- | ----------------------- |
| Ojeda 15', 21' · Potassa 47' · Brusca 72' | Báo cáo | Riera 65' · Moreira 90' |

### Xếp hạng đội thứ hai
| Bg | Đội                  | Tr | T | H | B | BT | BB | HS | Đ |
| -- | -------------------- | -- | - | - | - | -- | -- | -- | - |
| B  | Caracas              | 3  | 2 | 0 | 1 | 13 | 4  | +9 | 6 |
| A  | Universidad Autónoma | 3  | 1 | 2 | 0 | 7  | 3  | +4 | 5 |
| C  | Formas Íntimas       | 3  | 1 | 1 | 1 | 9  | 9  | 0  | 4 |

## Vòng đấu loại trực tiếp
|  | Bán kết              | Bán kết  |                      |   | Chung kết | Chung kết |
|  |                      |          |                      |   |           |           |
|  | 24 tháng 11 năm 2011 |          |                      |   |           |           |
|  |                      |          |                      |   |           |           |
|  | Colo Colo            | 4        |                      |   |           |           |
|  | Colo Colo            | 4        | 27 tháng 11 năm 2011 |   |           |           |
|  | Caracas              | 1        |                      |   |           |           |
|  | Caracas              | 1        | Colo Colo            | 0 |           |           |
|  | 24 tháng 11 năm 2011 |          | Colo Colo            | 0 |           |           |
|  |                      | São José | 1                    |   |           |           |
|  | Santos               | São José | 1                    | 1 |           |           |
|  | Santos               |          |                      | 1 |           |           |
|  | São José             | 2        |                      |   |           |           |
|  | São José             | 2        | Tranh hạng ba        |   |           |           |
|  |                      |          |                      |   |           |           |
|  | 27 tháng 11 năm 2011 |          |                      |   |           |           |
|  |                      |          |                      |   |           |           |
|  | Caracas              | 0        |                      |   |           |           |
|  | Caracas              | 0        |                      |   |           |           |
|  | Santos               | 6        |                      |   |           |           |

### Bán kết
| Colo Colo                                          | 4–1     | Caracas  |
| -------------------------------------------------- | ------- | -------- |
| Santibáñez 29', 32' · Aedo 46' · Rengel 71' (l.n.) | Báo cáo | Viso 16' |

| Santos   | 1–2 | São José                     |
| -------- | --- | ---------------------------- |
| Érika 1' |     | Formiga 44' · Francielle 85' |

### Tranh hạng ba
| Caracas | 0–6 | Santos                                                         |
| ------- | --- | -------------------------------------------------------------- |
|         |     | Chu 25', 88' · Glaucia 27' · Gabi 63', 66' (pen) · Pereira 84' |

### Chung kết
| Colo Colo | 0–1     | São José    |
| --------- | ------- | ----------- |
|           | Báo cáo | Poliana 51' |